# Алупкинский государственный дворцово-парковый заповедник
Алупкинский историко-архитектурный заповедник (укр. Алупкинський історико-архітектурний заповідник) — дворцово-парковый ансамбль в городе Алупка, построенный по заказу М. Воронцова по проектам архитекторов Э. Блэра, В. Гунта, Ф. Эльсона течение 1829—1848 годов.
Дворец возведён в стиле поздней английской готики в сочетании с мавританскими мотивами. Состоит из главного, так называемого Шуваловского, и библиотечного корпусов; хозяйственного корпуса с внутренним двором и парадного двора, к которому ведут подходы в форме средневековой архитектуры крепостей.
Большую ценность имеют интерьеры сооружений главного и библиотечного корпусов с дубовыми резными панелями, лепными потолками, фонтанами и каминами. Их дополняют художественная мебель, изделия из фарфора, бронзы, произведения живописи и скульптуры.
Чайный домик в стиле классицизма является крупнейшим парковым сооружением и находится на нижней террасе парка, которая амфитеатром спускается к морю. Парк спроектирован в пейзажном стиле, три его террасы, повторяющие абрисы дворца, упорядочены малыми формами, скульптурными композициями, фонтанами.
Вместе с дворцом парк занимает 40 га, шоссейной дорогой разделён на нижний и верхний.
В 1921 году во дворце был открыт историко-бытовой музей, в 1956 году его реорганизовали в Государственный музей изобразительных искусств, а с 1958 года — архитектурно-художественный музей. С 1965 года он называется Алупкинский дворец-музей.
Статус заповедника дворцово-парковому ансамблю был предоставлен решением Крымского областного совета народных депутатов от 8 сентября 1990 года. Подчинён Министерству культуры Крыма.